# 西里駅
西里駅（にしさとえき）は、熊本県熊本市北区下硯川町にある、九州旅客鉄道（JR九州）鹿児島本線の駅である。

## 歴史
田原坂駅の前身田原坂信号場と共に太平洋戦争中に開設された。駅への昇格は当駅の方が早く田原坂駅は1965年（昭和40年）の昇格である。

### 年表
- 1943年（昭和18年）10月1日：西里信号場として鉄道省が開設[1][2]。
- 1954年（昭和29年）12月10日：西里駅に昇格[1][2]。
- 1970年（昭和45年）9月1日：駅員無配置駅となる[3]。
- 1987年（昭和62年）4月1日：国鉄分割民営化により九州旅客鉄道が継承[2]。
- 2012年（平成24年）12月1日：交通系ICカードSUGOCA対応[4]。
- 2014年（平成26年）3月15日：ダイヤ改正により、快速くまもとライナーが全便停車になる[5]。
- 2015年（平成27年）3月14日：ダイヤ改正でプラットホームに「のりば番号」が新設。

### 駅名の由来
開業時の地名（飽託郡西里村）が由来だが、西里村は駅に昇格した直後の1955年7月1日に合併で北部村となり消滅している。
「西里」とは文字通り「西の里」の意で、鎌倉時代の元寇文書に「北山室の地頭尼真阿の領より見て西のほうにある里」と記されていることが由来である。

## 駅構造
相対式ホーム2面2線を有する地上駅。駅舎は無く待合所があるのみで、歩道橋と一体化した跨線橋により県道31号と上下線ホームとが接続されている。
無人駅だが2006年（平成18年）3月18日ダイヤ改正後によりワンマン列車利用方法が変更され、それに伴い下りホームの待合所に乗車券自動券売機が設置された。

### のりば
| のりば | 路線        | 方向 | 行先                   | 備考      |
| ------ | ----------- | ---- | ---------------------- | --------- |
| 1      | ■鹿児島本線 | 上り | 大牟田・鳥栖・博多方面 | ※大学口側 |
| 2      | ■鹿児島本線 | 下り | 熊本・八代方面         | ※県道口側 |

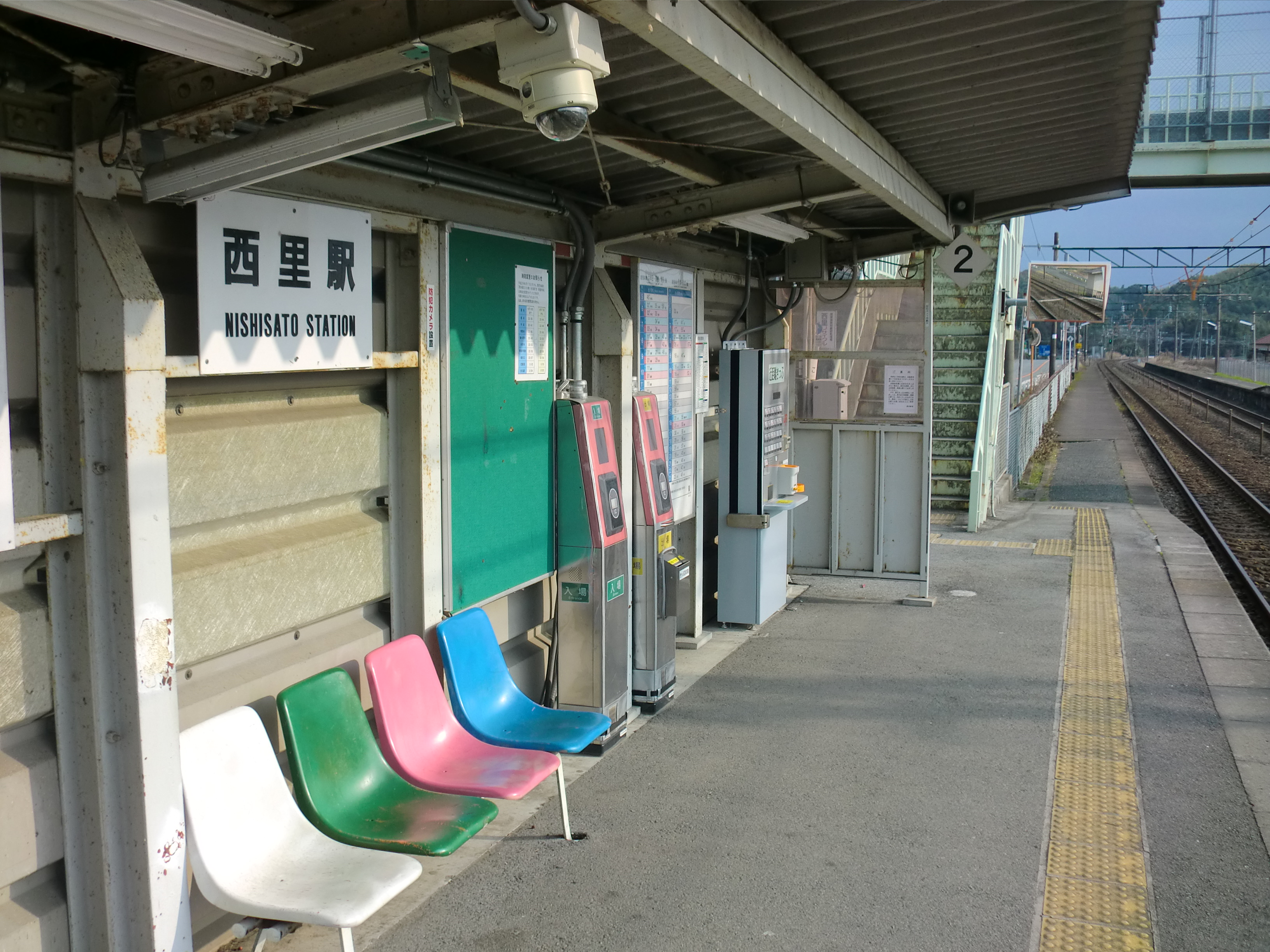
駅入口付近（2013年12月）
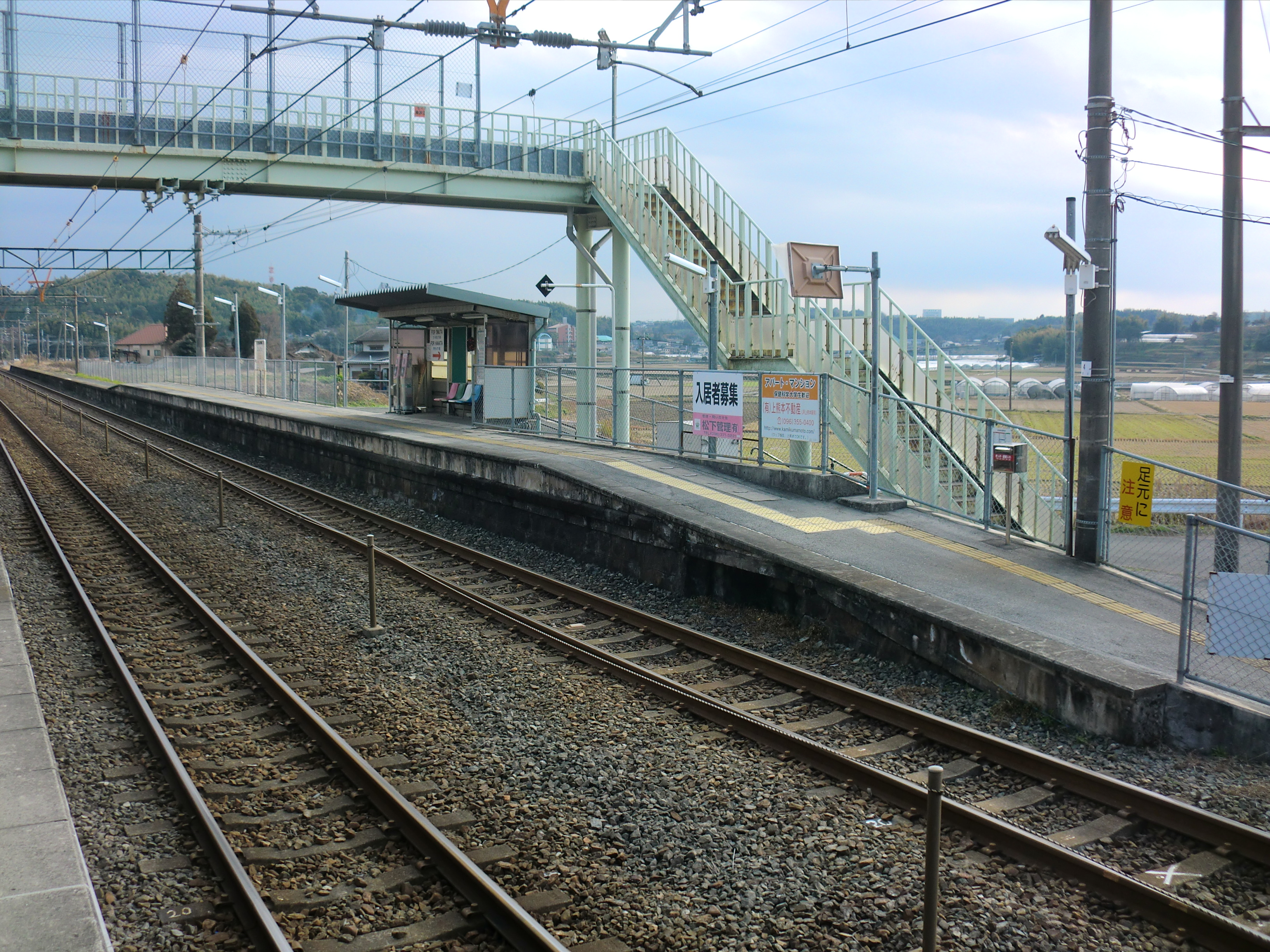
ホーム・博多方面（2013年12月）

## 利用状況
2015年度までは「熊本市統計書」による、2016年度分からはJR九州のサイトで公表されている乗車人員数データに基づく。2023年度の1日平均乗車人員は878人である。
近年駅前に熊本保健科学大学が出来たことも影響して、利用者が増加している。なお、ワンマン運転の放送では同学の最寄り駅である旨アナウンスされている。
| 年度   | 1日平均 乗車人員 | 増加率 |
| ------ | ---------------- | ------ |
| 2001年 | 100              |        |
| 2002年 | 95               | -5.0%  |
| 2003年 | 225              | 136.8% |
| 2004年 | 275              | 22.2%  |
| 2005年 | 308              | 12.0%  |
| 2006年 | 405              | 31.5%  |
| 2007年 | 488              | 20.5%  |
| 2008年 | 526              | 7.8%   |
| 2009年 | 566              | 7.6%   |
| 2010年 | 613              | 8.3%   |
| 2011年 | 674              | 10.0%  |
| 2012年 | 717              | 6.5%   |
| 2013年 | 785              | 9.5%   |
| 2014年 | 777              | -1.0%  |
| 2015年 | 881              | 13.4%  |
| 2016年 | 883              | 0.2%   |
| 2017年 | 915              | 3.6%   |
| 2018年 | 909              | -0.7%  |
| 2019年 | 922              | 1.4%   |
| 2020年 | 518              | -43.8% |
| 2021年 | 724              | 39.8%  |
| 2022年 | 790              | 9.1%   |
| 2023年 | 878              | 11.1%  |

## 駅周辺

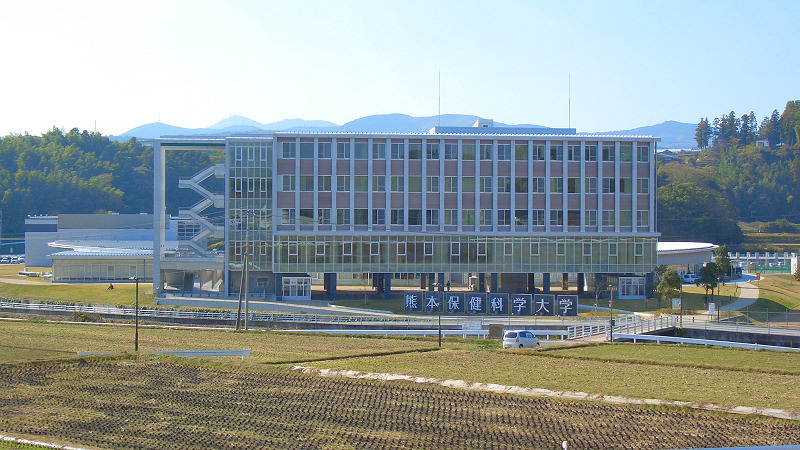
熊本保健科学大学

西側は田畑が広がっているが、東側には集落が点在しており更に1Km程離れると住宅団地等の住宅が密集した地域もある。
また、駅前には産交バスの西里駅前（にしざとえきまえ）バス停があり、桜町BT方面と万楽寺方面を結ぶ路線などが利用可能。なお、駅名は「にしさと」と読むが、地元では、当駅及び当駅周辺を「にしざと」と呼称する。
- 熊本県道31号熊本田原坂線
- 熊本県道330号熊本山鹿自転車道線（ゆうかファミリーロード）
- 熊本保健科学大学
- 熊本市立西里小学校
- フードパル熊本
- 熊本西環状道路「和泉IC」
- 産交バス「西里駅前」停留所 - U2-2 万楽寺線

## 隣の駅
九州旅客鉄道（JR九州）
■鹿児島本線
■区間快速・■普通
植木駅 - 西里駅 - 崇城大学前駅